# Smålands runinskrifter 157
Runinskrift Sm 157 är en runsten i Ryssby kyrka i Kalmar kommun. Stenen sitter inmurad i kyrkans östra gavelvägg med ristningsytan vänd in mot kyrksalen.

## Stenen
Runstenen har varit känd via källor från 16- och 1700-talen, men var därefter försvunnen tills den återfanns i juni 2003, när man företog undersökningar av murverket i resterna av den tre år tidigare nedbrunna kyrkan.
Stenen är av sandsten och bär en vikingatida runinskrift med vissa inslag av stungna runor. Ett rundjur finns där också, delvis bevarat, liksom rester av ett kristet kors. Kyrkbranden år 2000 missfärgade kraftigt stenens yta. I translittererade former lyder inskriften enligt nedan:

## Inskriften
- Runsvenska: ilugi ... [bro iftiR ka]... ...þur sin| |nytan[1]
- Nusvenska: "Illuge ... bro efter sin duglige fader (eller broder)."[3]